# Four-on-the-floor

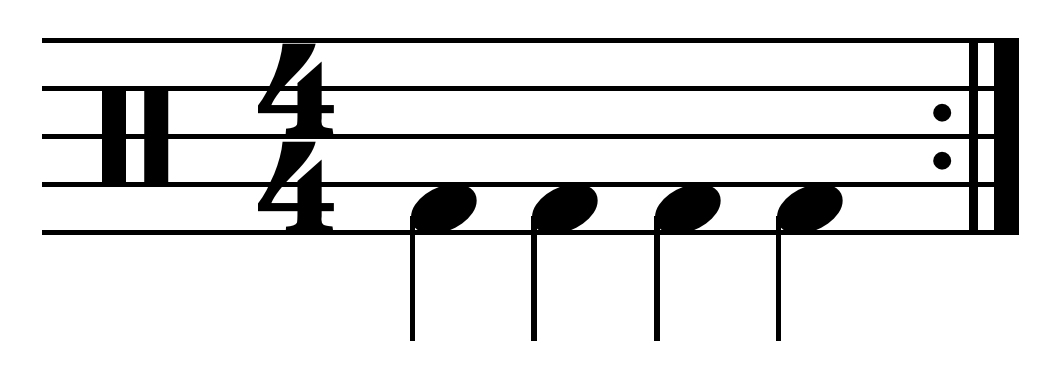
Compás four to the floor.

Four-on-the-floor (pronunciación en inglés: /fɔːr ɒn ðə flɔː/, en castellano 'cuatro en el suelo') o four to the floor es un patrón rítmico utilizado fundamentalmente en la música disco y la música electrónica de baile, que consiste en un golpe de percusión (en inglés, beat) por cada negra de un compás de 4/4, provocando un sonido constante y uniforme. Generalmente se marca con el sonido grave de un bombo (en inglés, bass drum o kick drum), aunque también puede hacerse con el sonido de cualquier otro tambor, como por ejemplo el agudo de un tom.
Tanto el patrón rítmico como la expresión four on the floor surgieron durante los años 70 con la popularización de la música disco. Hoy en día, muchos géneros de electrónica como el Hi-NRG, el house, el techno o el trance se basan en la estructura de 'cuatro en el suelo', en contraste con los ritmos irregulares y sincopados de otros géneros electrónicos como el jungle o el drum'n'bass.

## En la música electrónica
La estructura rítmica de 'cuatro en el suelo' fue acogida por el techno de Detroit y el house de Chicago desde sus inicios (principios de los 80s) por diversas razones. Estos novedosos géneros abanderaban la «música de máquinas», en donde los sonidos industriales y robotizados eran los protagonistas. En este contexto, el ritmo four on the floor se asoció al movimiento mecánico y constante de una máquina. Por lo tanto, se da un continuum rítmico entre el disco de los 70 y el techno/house de los 80.
El techno, caracterizado por un ritmo post-disco y con inflexiones del estilo house, se basa ampliamente en el four on the floor. Si se presta atención al ritmo de la mayoría de canciones de techno, se puede observar como el pulso es enfatizado con un bombo en cada tiempo (1, 2, 3, 4), mientras que la caja (en inglés, snare) suena en los tiempos 2 y 4, y esto sumado al sonido de un platillo hi-hat entre los tiempos para dar una sensación de tira y afloja.

## En otros géneros

### Jazz
A pesar de que el sonido percusivo y grave del bombo no es protagonista en el jazz, una forma de four on the floor también se utiliza en la batería de jazz. En lugar de golpear el bombo de una manera pronunciada y, por lo tanto, fácilmente audible, generalmente se golpea muy levemente (denominado feathering 'suavizado') para que el oyente perciba el ritmo del tambor de manera más sutil. Normalmente, esto se combina con platillos ride y hi hat sincopados. Cuando es el instrumento de cuerda el que marca ritmo (por ejemplo, con una guitarra rítmica o un banjo), los cuatro tiempos del compás se tocan con golpes descendentes idénticos.

### Reggae
En el reggae, la percusión con bombo suele tocarse en el tercer tiempo, pero a veces los bateristas tocan cuatro en el suelo. Sly Dunbar, baterista de Sly and Robbie, fue uno de los percusionistas de reggae que tocó principalmente en este estilo. También Carlton Barrett de Bob Marley and the Wailers tocó cuatro en el suelo en varios éxitos como Is This Love y Exodus. En el reggae, el four on the floor suele ir acompañado de un bajo y una línea de bajo potente. El four on the floor se puede encontrar en géneros modernos derivados del reggae como el dancehall, mientras que es menos común encontrarlo en el roots reggae. En el contexto del roots reggae, generalmente se lo conoce como un ritmo 'paso a paso' (steppers rhythm).